# Dywizjon 308
308 Dywizjon Myśliwski „Krakowski” – jednostka lotnicza Polskich Sił Powietrznych w Wielkiej Brytanii.

## Historia

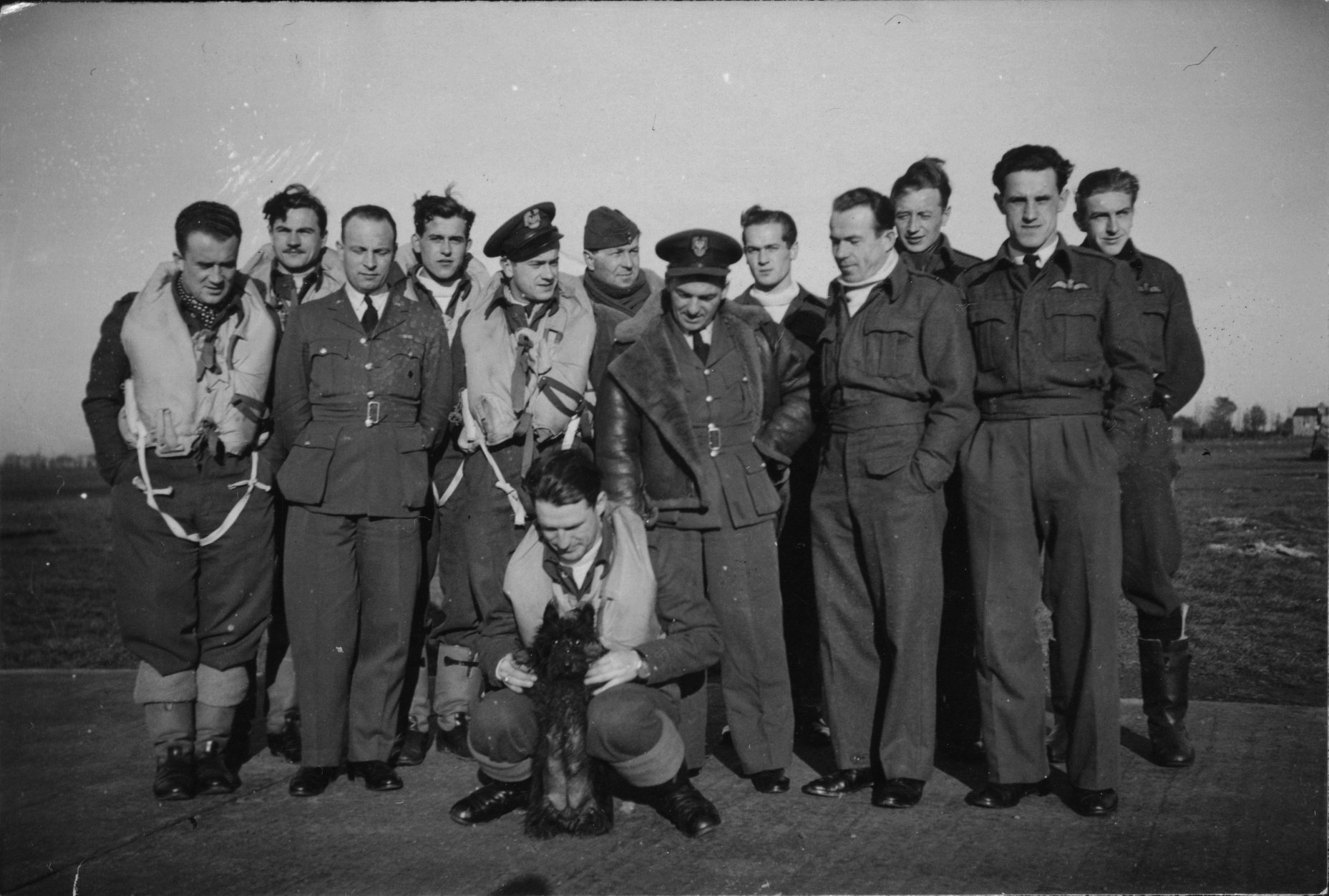
Piloci 308 dywizjonu (od lewej): Marian Wesołowski, Bolesław Palej, Forest Yeo-Thomas (brytyjski oficer wywiadu), Stefan Krzyżagórski, Stanisław Piątkowski, Stefan Janus, Tadeusz Rolski (dowódca I Skrzydła), Jerzy Popławski, Franciszek Skiba, Marian Pisarek (dowódca 308), Jan Jakubowski, Tadeusz Schiele. Klęczy Jerzy Zbierzchowski, któremu towarzyszy maskotka 308 Dywizjonu – suczka Jumbie

Dywizjon został sformowany z pilotów Dywizjonu Myśliwskiego 2 pułku Lotniczego w Krakowie (we wrześniu 1939 pułk wchodził w skład lotnictwa Armii Kraków) powstał na początku września 1940 na lotnisku Squires Gate w Blackpool (hrabstwo Lancashire w północno-zachodniej Anglii). Lista personelu została zatwierdzona 9 września 1940 i już 12 września Dywizjon liczący 170 osób został przeniesiony na lotnisko Speke koło Liverpoolu. Na lotnisku tym Polacy zapoznali się z samolotami Master (treningowy) i Hurricane (myśliwski).
24 listopada 1940 na koncie Dywizjonu odnotowano pierwsze zwycięstwo powietrzne. Dokonał tego plut. pil. Mieczysław Parafiński strącając dwusilnikowy bombowiec Ju-88. Zdarzenie to miało miejsce podczas lotu treningowego.

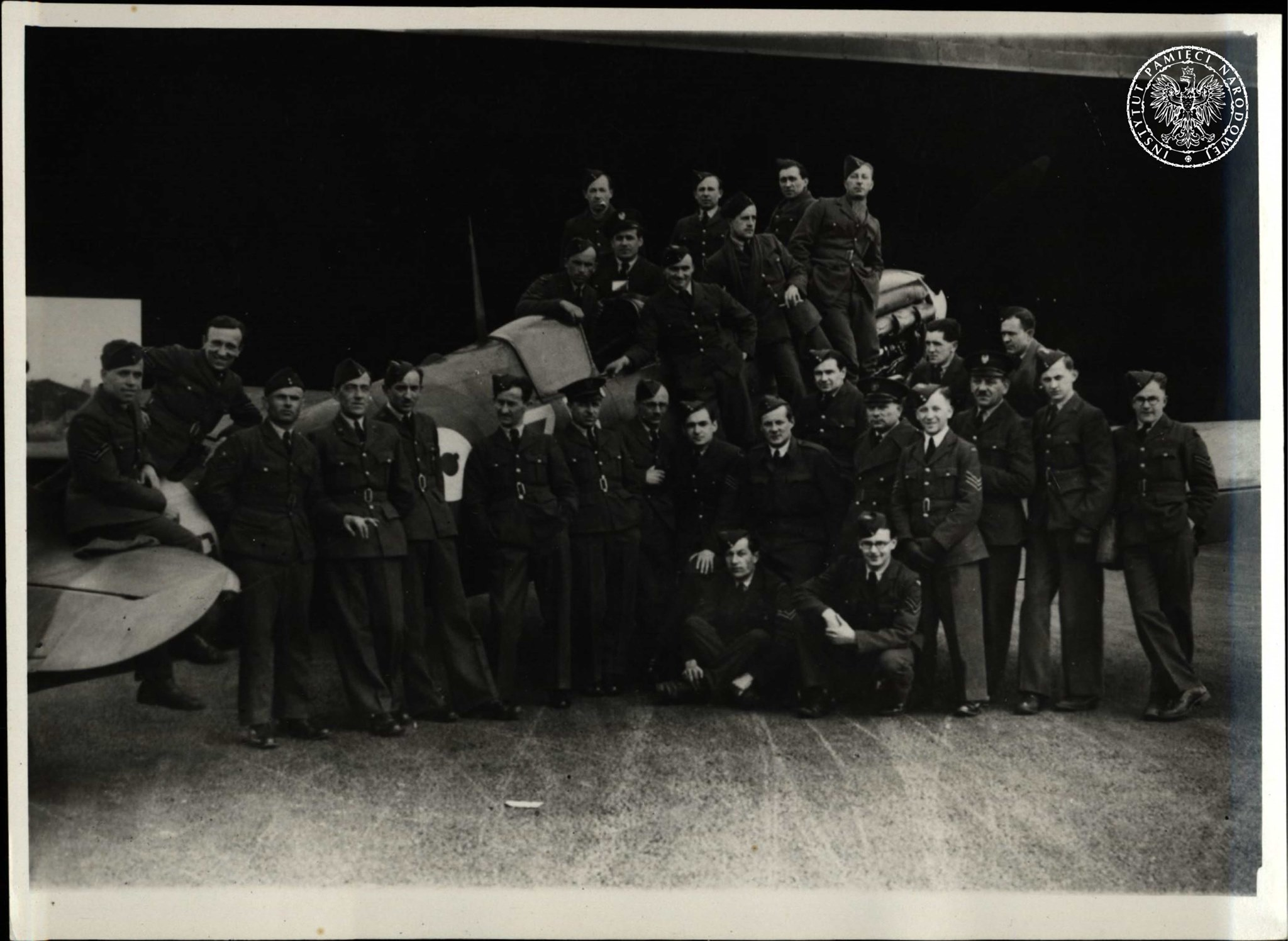
Personel naziemny Dywizjonu 308 przy samolocie Spitfire

Dywizjon rozpoczął służbę bojową 1 grudnia 1940 przygotowując się także do lotów nocnych w celu odpierania nocnych nalotów prowadzonych przez Luftwaffe.
Na początku 1941 dywizjon został wyposażony w samoloty Spitfire. Nowy sprzęt został szybko opanowany przez pilotów, czego dowodem był sukces ppor. pil. Wandzilaka, który jako pierwszy spośród pilotów PSP w dniu 21 września 1941 zestrzelił samolot Fw-190.
W 1943 dywizjon został przydzielony do 2nd Tactical Air Force. Jego głównym zadaniem stało się niszczenie celów naziemnych. Piloci dywizjonu zniszczyli ogółem 536 pojazdów lądowych, 17 lokomotyw, 109 wagonów, 45 statków i 28 budynków.
Dywizjon 308 był jedną z najskuteczniejszych jednostek myśliwskich PSP (69 zestrzeleń pewnych, 13 prawdopodobnych, 21 uszkodzeń).

## Odznaka
Odznaka pamiątkowa dywizjonu została zatwierdzona w Dzienniku Rozkazów Naczelnego Wodza nr 4 poz. 43 z dnia 10 października 1943 roku. Odznaka dywizjonu wywodziła się z odznaki 121 eskadry myśliwskiej. Przedstawia ona uskrzydloną strzałę skierowaną w prawą stronę umieszczoną po przekątnej kwadratowej, ustawionej pod kątem 45° czarnej tarczy otoczonej złotą obwódką. W miejscu brzechwy strzały znajdują się trójkolorowe wypustki w barwach RAF (czerwonym, białym i niebieskim).
Hymn Dywizjonu

O Wawelu i naszej ziemi

Mówił hejnał i taniec i śpiew

Mówił pijar co znał Rakowice

Dzisiaj mówią litery "ZF"
Ref.
Na podzamczu wylęgłe pisklęta

Niosą w niebo bojowy ten zew

Niech przyjaciel i wróg zapamięta

Złoty grot i litery "ZF"
Te litery co były bez treści

Uświęcone w zwycięstwa i krew

Dzisiaj Kraków w nich całych się mieści

W tych dwóch prostych literach "ZF"
Muzyka:por. pil. Leszek Szczerbiński,
Słowa: autor nieznany

## Dowódcy

### Dowódcy brytyjscy
- 9 września 1940 – 16 października s/ldr Alfred John Davis (zginął w locie treningowym)
- 10 września? 1940 – ? – s/ldr Brenus Gwynne Morris

### Dowódcy polscy
- 9 września 1940 – 9 listopada 1940 – kpt. pil. Stefan Łaszkiewicz
- 10 listopada 1940 – 7 grudnia 1940 – kpt. pil. Walerian Jasionowski
- 8 grudnia 1940 – 22 czerwca 1941 – kpt. pil. Jerzy Orzechowski
- 23 czerwca 1941 – 10 grudnia 1941 – kpt. pil. Marian Pisarek
- 11 grudnia 1941 – 9 stycznia 1942 – kpt. pil. Marian Wesołowski
- 10 stycznia 1942 – 10 stycznia 1942 – kpt. pil. Tadeusz Nowierski
- 6 maja 1942 – 17 maja 1942 – kpt. pil. Feliks Szyszka
- 25 maja 1942 – 11 lutego 1943 – kpt. pil. Walery Żak
- 12 lutego 1943 – 3 marca 1943 – kpt. pil. Franciszek Kornicki
- 4 marca 1943 – 18 maja 1943 – kpt. pil. Paweł Niemiec
- 19 maja 1943 – 20 marca 1944 – kpt. pil. Józef Żulikowski
- 21 marca 1944 – 16 listopada 1944 – kpt. pil. Witold Retinger
- 17 listopada 1944 – 30 czerwca 1945 – kpt. pil. Karol Pniak
- 1 lipca 1945 – 3 stycznia 1947 – kpt. pil. Ignacy Olszewski

## Piloci
- Od 9 września 1940:
kpt. Mieczysław Wiórkiewicz, por. Stefan Janus, por. Zbigniew Moszyński, por. Adam Habela, ppor. Władysław Bożek, ppor. Władysław Chciuk, ppor. Ryszard Koczor, ppor. Bronisław Skibiński, ppor. Stanisław Wandzilak, ppor. Jerzy Wolski, ppor. Tadeusz Hojden, sierż. Jan Kremski, sierż. Władysław Majchrzyk, sierż. Józef Sawoszczyk, plut. Mieczysław Parafiński, plut. Tadeusz Krieger, plut. Paweł Kowala, plut. Ernest Watolski, plut. Piotr Zaniewski, plut. Stanisław Widlarz, pchor. Tadeusz Hegenbarth, pchor. Bogdan Muth, plut. Stanisław Piątkowski
- Od 1940??:
por. Włodzimierz Józef Link[2]
- Od października 1940:
kpt. Walerian Jasionowski, ppor. Władysław Grudziński, ppor. Stanisław Riess, kpr. Józef Derm, plut. Leon Stankowiak
- Od grudnia 1940:
mjr. Jerzy Orzechowski, kpt. Bronisław Kosiński, ppor. Brunon Kudrewicz
- Od czerwca 1941:
- Kpt. Tadeusz Schiele
- Od 6 lipca 1942 sierż. Wacław Korwel
- Od 14 grudnia 1943:
plut. Kazimierz Chomacki, sierż. Jan Zaprawa

### Personel naziemny
- plut. Marian Katlewicz, mechanik przyrządów celowniczych[3]

## Uzbrojenie
- Hawker Hurricane Mk-I – od 12 września 1940
- Supermarine Spitfire Mk-IA – od 30 marca 1941
- Supermarine Spitfire Mk-IIA i Mk-IIB – od 14 maja 1941
- Supermarine Spitfire Mk-VA i Mk-VB – od 5 września 1941
- Supermarine Spitfire Mk-IIA i Mk-IIB – od 12 stycznia 1942
- Supermarine Spitfire Mk-VB i Mk-VC – od 1 kwietnia 1942
- Supermarine Spitfire Mk-IXC, Mk-IXEB i LF.IXE – od 12 listopada 1943
- Supermarine Spitfire LF.XVIE – od 1 marca 1945

## Lotniska bazowania
- 9 września 1940 – Squires Gate
- 12 września 1940 – Speke
- 25 września 1940 – Baginton
- 1 czerwca 1941 – Chilbolton
- 24 czerwca 1941 – Northolt
- 12 grudnia 1941 – Woodvale
- 1 kwietnia 1942 – Exeter
- 7 maja 1942 – Hutton Cranswick
- 30 sierpnia 1942 – Heston
- 20 października 1942 – Northolt
- 29 kwietnia 1943 – Church Fenton
- 5 lipca 1943 – Hutton Cranswick
- 7 września 1943 – Friston
- 21 września 1943 – Heston
- 11 września 1943 – Northolt
- 8 marca 1944 – Llanberd
- 15 marca 1944 – Northolt
- 1 kwietnia 1944 – Deanland
- 26 czerwca 1944 – Chailey
- 29 czerwca 1944 – Appledram
- 16 lipca 1944 – Ford
- 3 sierpnia 1944 – Plumelot B-10
- 6 sierpnia 1944 – Londinières
- 10 września 1944 – Lille B-56
- 3 października 1944 – Deurne B-70
- 11 października 1944 – St. Denise Westrem B-61
- 14 stycznia 1945 – Grimbergen B-60
- 9 marca 1945 – Gilze Rijen B-77
- 13 kwietnia 1945 – Nordhorn B-101
- 30 kwietnia 1945 – Varrelbush B-113
- 10 września 1945 – Ahlhorn

## Podsumowanie wysiłku bojowego
W okresie od 9 września 1940 do 8 maja 1945.
| Operacje bojowe dywizjonu 308 |           |
| Okres                         | 1940-1945 |
| samoloto-zadań                | 8 812     |
| godzin lotów                  | 13 200    |

| Straty w samolotach nieprzyjaciela zadane przez pilotów dywizjonu 308 |           |
| Okres                                                                 | 1940-1945 |
| zniszczone                                                            | 69        |
| prawdopodobnie zniszczone                                             | 13        |
| uszkodzone                                                            | 21        |

Ponadto zniszczono na ziemi ogółem 536 pojazdów lądowych, 17 lokomotyw, 109 wagonów, 45 statków i 28 budynków.